# Bhutan
Il Bhutan (pron. tradizionale /buˈtan/) o Butan, ufficialmente Druk Yul e dal resto del mondo chiamato Regno del Bhutan, è un piccolo stato himalayano dell'Asia meridionale (47 000 km², circa 795 000 abitanti nel 2025), localizzato nella catena himalayana. La capitale è Thimphu (114 551 abitanti nel 2017). Confinante a nord con la Cina e a sud con l'India, il Bhutan è una monarchia costituzionale dal 2007; il sovrano è Jigme Khesar Namgyel Wangchuck. La lingua ufficiale è lo dzongkha.

## Il nome
Il nome dell'attuale nazione è Druk Yul. Storicamente era conosciuta anche come Lho Pho Mon (terra meridionale delle tenebre), Lho Tsendenjong (terra meridionale del cipresso), Lhomen Khazhi (terra meridionale delle quattro vie d'accesso) e altri nomi. Lo stato è chiamato dal resto del mondo "Bhutan", ma il significato di questo termine non è noto. Forse Bhutan deriva dal sanscrito Bhota-ant (la fine del Bhot – dove Bhot è uno dei vari nomi del Tibet, e difatti il Bhutan rappresenta una delle porzioni meridionali della catena montuosa) o dal sanscrito Bhu-uttan (~ alte terre).
La popolazione chiama sé stessa Drukpa e chiama la propria patria Druk Yul, che significa "terra del drago" oppure Druk Tsendhen, "terra del drago del tuono", dal momento che la tradizione vuole che il tuono sia il ruggito dei draghi cinesi. La creatura che decora la bandiera nazionale è appunto il drago.

## Storia

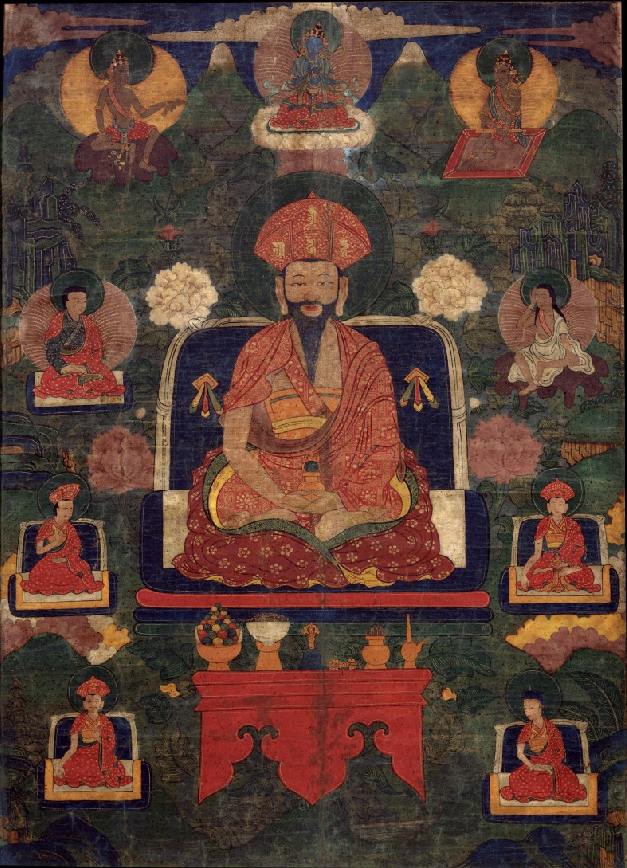
Shabdrung Ngawang Namgyal], padre fondatore del moderno Bhutan.

Secondo le tradizioni bhutanesi la storia ha inizio nel 600 con il re tibetano Songtsen Gampo. Nel XVII secolo si distinse la figura di Shabdrung Ngawang Namgyal, unificatore del Bhutan,inteso come stato-nazione.

## Geografia
Il Bhutan è uno Stato senza sbocco al mare situato alle pendici meridionali della parte orientale della catena dell'Himalaya; il regno è racchiuso fra due importanti civiltà asiatiche, il Tibet a nord e gli Stati indiani dell'Assam, di Arunachal Pradesh, del Sikkim e del Bengala Occidentale a est, ovest e sud. La superficie è pari a 46.500 km2.

### Clima
Il clima è estremamente vario e risente fortemente delle diversità di altitudine presenti nel paese e dell'influsso dei monsoni. La parte più meridionale del paese, che comunque rimane al di sotto dei 2000 metri, è caratterizzata da clima di tipo tropicale; al di sopra dei 2000 metri sino ai 3500 circa il clima è temperato (in questa fascia sono situate la maggior parte delle aree coltivate e abitate). Infine al di sopra dei 3500 metri il clima è alpino. Gli insediamenti umani si trovano per la maggior parte nelle valli interne dei fiumi e nelle pianure del sud; nomadi e altre tribù vivono nel nord allevando pecore, yak e altri bovini.

## Popolazione

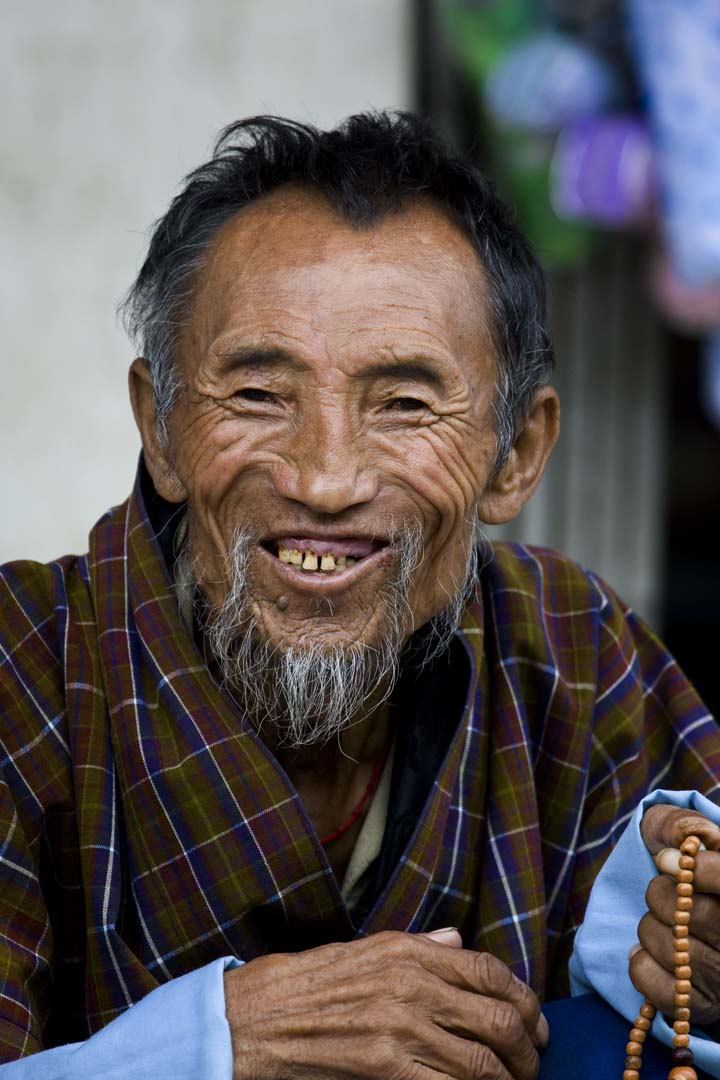
Un anziano bhutanese

Il tasso di crescita della popolazione stimato nel 2001 si attesta sul 2,4%, in calo rispetto al 3,1% del 1994.

### Demografia
Alle statistiche risalenti al 1960, gli abitanti del Bhutan erano 224.000 e da allora la popolazione è più che raddoppiata, addirittura nel 1990 si censivano più di 535.000 abitanti. Successivamente c'è stata una flessione della popolazione e nel 1995 si censivano circa 25 000 abitanti in meno (509 000). In seguito la popolazione, dal 1996 a oggi, è arrivata al numero attuale: circa 758.000.

### Etnie
Ci sono tre gruppi etnici principali. Il gruppo sharchop vive soprattutto nella parte orientale del Paese e nella parte occidentale vive il gruppo ngalop che è composto da discendenti delle popolazioni tibetane che immigrarono nel V secolo. Le popolazioni di origine nepalese, chiamate lotshampa, si stabilirono nella parte meridionale verso la fine del XIX secolo.
Le divisioni etniche stanno progressivamente scomparendo a causa dell'aumento dei matrimoni interetnici e delle migrazioni.

### Religione

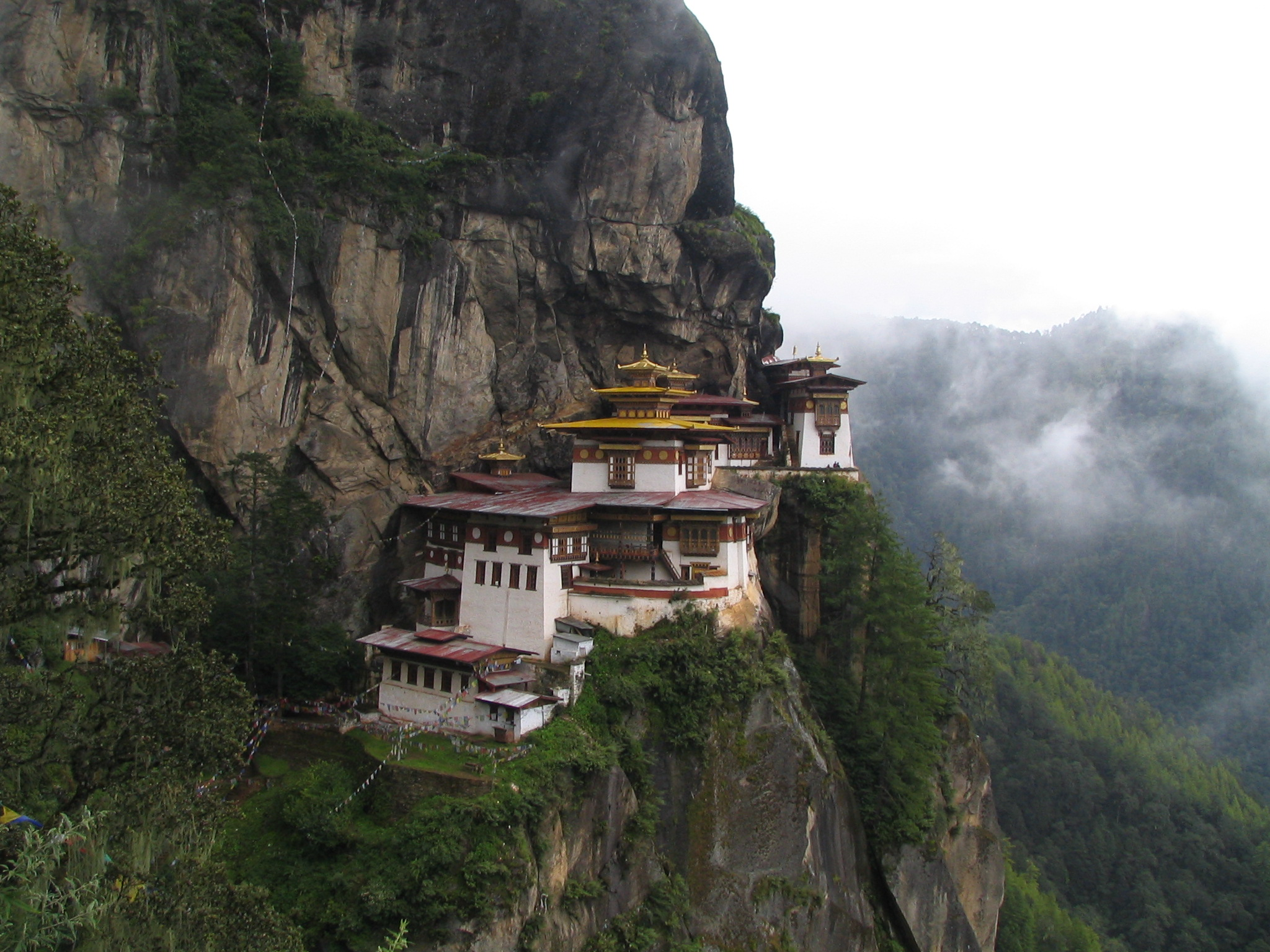
Il monastero di Taktsang, vicino a Paro

La scuola Drukpa (uno dei gruppi in seno alla scuola Kagyu del Buddismo tibetano e facente parte del Buddismo Mahāyāna) è la religione di Stato.
Il Bhutan è l'unico paese a professare come religione ufficiale la forma del buddismo detta Mahāyāna. Il buddhismo ha giocato un ruolo fondamentale nella storia e nello sviluppo delle strutture sociali; tuttora riveste un importante ruolo sia per il grande peso del clero all'interno della società (fino a pochi decenni fa monopolista di fatto della cultura, in quanto unicamente nei monasteri era possibile ricevere l'istruzione) sia per l'importanza assegnata ai valori religiosi anche nell'azione politica.
L'induismo è la fede dominante nei territori meridionali.
In alcune parti limitate del Paese si professano il Bön, l'animismo e lo sciamanesimo.

### Lingue
In Bhutan si parlano 19 dialetti oltre allo dzongkha, la lingua nazionale.
L'inglese è la seconda lingua. In alcuni distretti meridionali si parla il nepalese.

## Ordinamento dello Stato

### Suddivisione amministrativa

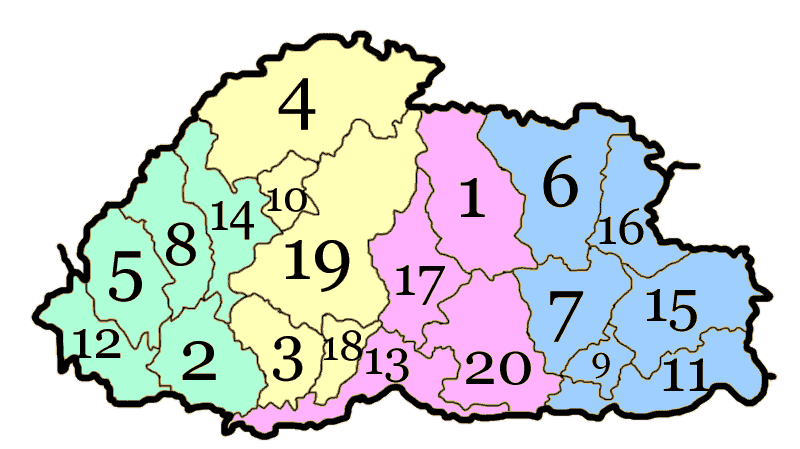
Distretti (Dzongkhag) del Bhutan

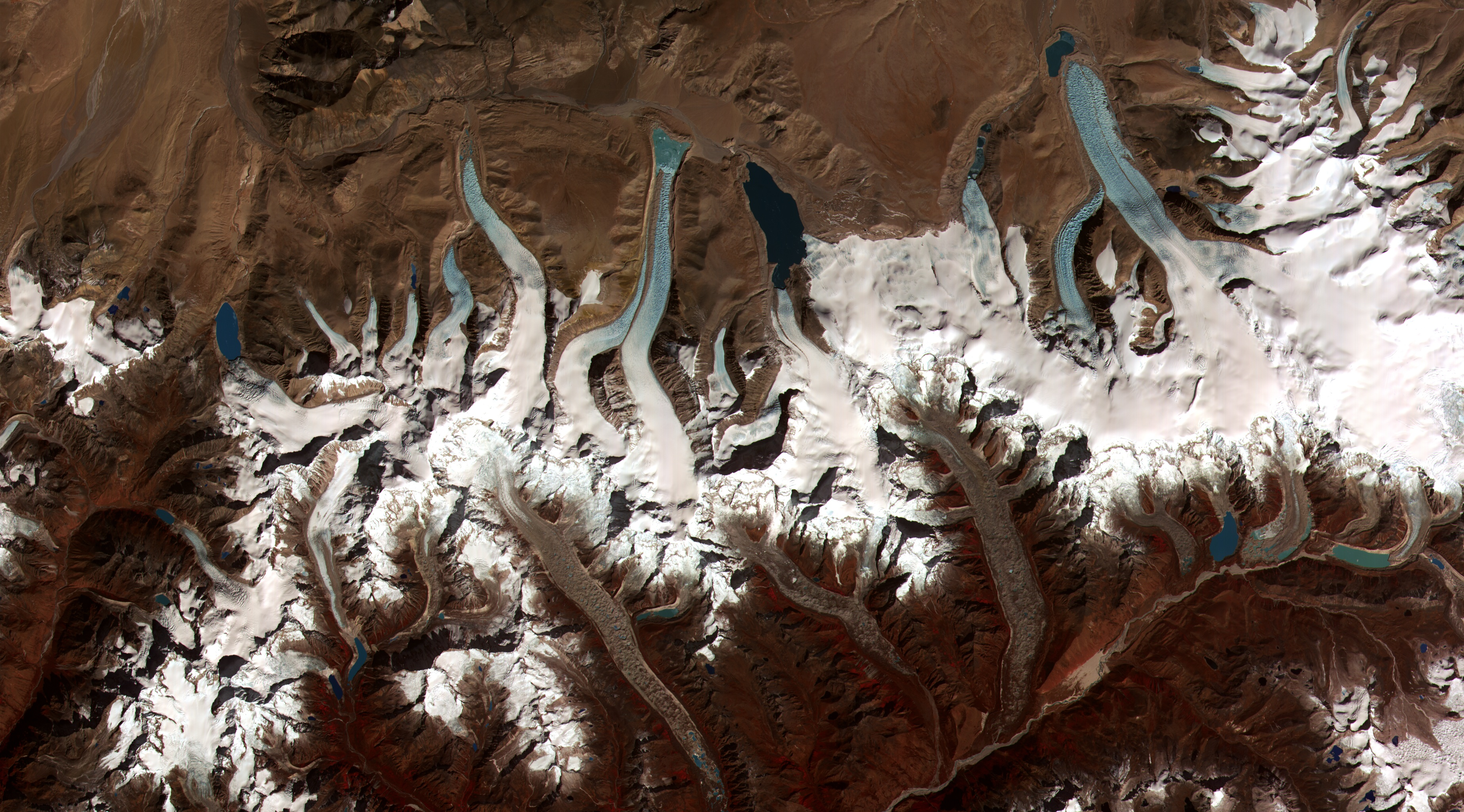
Ghiacciai e laghi sui confini dell'Himalaya in Bhutan

Nella logica del decentramento dei poteri nei confronti delle popolazioni, i distretti (dzongkhag) hanno, sul territorio di competenza, ampi poteri politici, amministrativi e finanziari. Lo Stato è suddiviso in 20 unità amministrative chiamate dzongkhag. Gli dzongkhag più vasti sono a loro volta suddivisi in sub-distretti chiamati dungkhag. I villaggi sono raggruppati in unità chiamate gewog e amministrate dal gup che viene eletto dal popolo. I distretti sono:
1. Distretto di Bumthang
2. Distretto di Chukha (anticamente chiamato Chhukha)
3. Distretto di Dagana
4. Distretto di Gasa
5. Distretto di Haa
6. Distretto di Lhuntse (anticamente chiamato Lhuntshi)
7. Distretto di Mongar
8. Distretto di Paro
9. Distretto di Pemagatshel (anticamente chiamato Pemagatsel)
10. Distretto di Punakha
11. Distretto di Samdrup Jongkhar
12. Distretto di Samtse (anticamente chiamato Samchi)
13. Distretto di Sarpang
14. Distretto di Thimphu
15. Distretto di Trashigang (anticamente chiamato Tashigang)
16. Distretto di Trashiyangtse
17. Distretto di Trongsa (anticamente chiamato Tongsa)
18. Distretto di Tsirang (anticamente chiamato Chirang)
19. Distretto di Wangdue Phodrang (anticamente chiamato Wangdi Phodrang)
20. Distretto di Zhemgang (anticamente chiamato Shemgang)

### Città principali

#### Thimphu

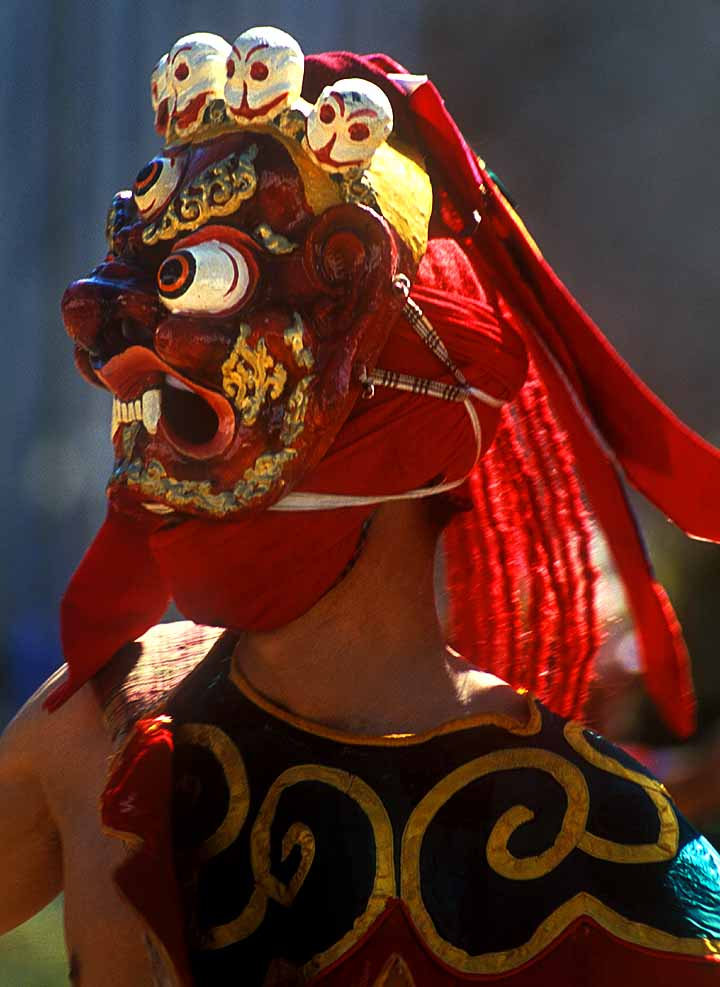
Chaam, la danza rituale con le maschere

È la capitale del Bhutan e anche, con circa 114.000 abitanti, la sua città più popolata. È situata sulle colline occidentali della valle del fiume Raidāk. Ha vissuto una rapida espansione dovuta all'urbanizzazione che ha prodotto la ricostruzione degli edifici del centro e lo sviluppo dei sobborghi.
In Norzim Lam, la strada principale, ci sono molti negozi, ristoranti ed edifici pubblici. Altrove c'è un insieme di appartamenti, piccole case private e negozi a gestione familiare. Per legge è previsto che tutte le case siano decorate nello stile tradizionale con dipinti e motivi di carattere religioso. I regolamenti per le costruzioni sono molto severi, al punto che le costruzioni non autorizzate vengono demolite.
Il Tashichoedzong, uno dzong (tempio fortificato) del XVII secolo, situato a nord della città, è la sede del governo dal 1952. I monasteri di Dechenphu, Tango e Cheri e il palazzo di Dechenchoeling, residenza ufficiale del re, sono ubicati anch'essi nella parte nord della città.
A fine estate a Tashichoedzong si svolge una festa di danze di maschere (nota col nome di tshechu), molto popolare fra i turisti.

#### Punakha
L'antica capitale del regno del Bhutan si trova a 1381 m sul versante nord-orientale del sistema himalayano e conta circa 25.000 abitanti. È il capoluogo dell'omonimo distretto.
È caratterizzata da un caldo quasi tropicale e per questo è diventata la sede invernale della famiglia reale, tanto che alcuni esperti di geografia indicano in Punakha la capitale invernale e in Thimphu la capitale estiva del Bhutan.
Fin dall'antichità è stato un grosso centro commerciale per i prodotti agricoli, del bestiame, della lana e delle pelli. Inoltre hanno avuto un buono sviluppo alcune industrie (conciarie, tessili, meccaniche e del cemento).
In città è funzionante un aeroporto nazionale.
Lo dzong di Punakha è ritenuto da molti il più bello del Bhutan e sicuramente, dal punto di vista storico, è il più importante del paese. Fu costruito da Zhabdrung Ngawang Namgyal negli anni 1637-1638 alla confluenza di due fiumi, il Pho Chhu e il Mo Chhu.
Tutti gli anni, in febbraio, si svolge in città il Festival di Punakha, al quale partecipa anche il Capo Spirituale del Bhutan, lo Je Khenpo. Il Festival, uno degli eventi più importanti del paese, si articola in due parti: il Domchen, che dura 5 giorni e commemora la resistenza contro l'invasione dell'esercito tibetano, e il Tsechu (religioso), durante il quale sfilano tutte le maschere della tradizione religiosa nepalese.

#### Paro
La città di Paro si trova a est del monte Jomolhari, la montagna sacra per i bhutanesi, ed è il capoluogo del distretto di Paro. Conta circa 15.000 abitanti.
A Paro, dalle case linde e coloratissime, si trovano i più grandi e spettacolari dzong del regno, simbolo dell'architettura bhutanese: il monastero di Taktsang, uno dei più famosi del Bhutan, il Kyichu Lhakhang, costruito nel VII secolo e uno dei più antichi, e il Drukgyel Dzong, costruito per arginare gli invasori tibetani e devastato da un incendio nel 1950.
Molte scene del film Piccolo Buddha di Bernardo Bertolucci furono ambientate nel Rinpung Dzong, il principale dzong della città.
L'ottima posizione sui nodi stradali nazionali ha reso Paro il più grosso e importante centro commerciale del Bhutan.
Paro possiede l'unico aeroporto internazionale del Bhutan. Servito dalla Drukair, è collegato con molte città indiane e del sud-est asiatico.

#### Phuentsholing
È una città del Bhutan proprio al confine con l'India e capoluogo del distretto di Chukha.
Nel 2006 aveva circa 22.000 abitanti (stima ufficiale).
La sua invidiabile posizione di città di frontiera, la ferrovia e alcune strade che la collegano a molte città indiane hanno favorito una fiorente economia, tanto che è diventata la sede principale della Banca del Bhutan.

#### Trongsa

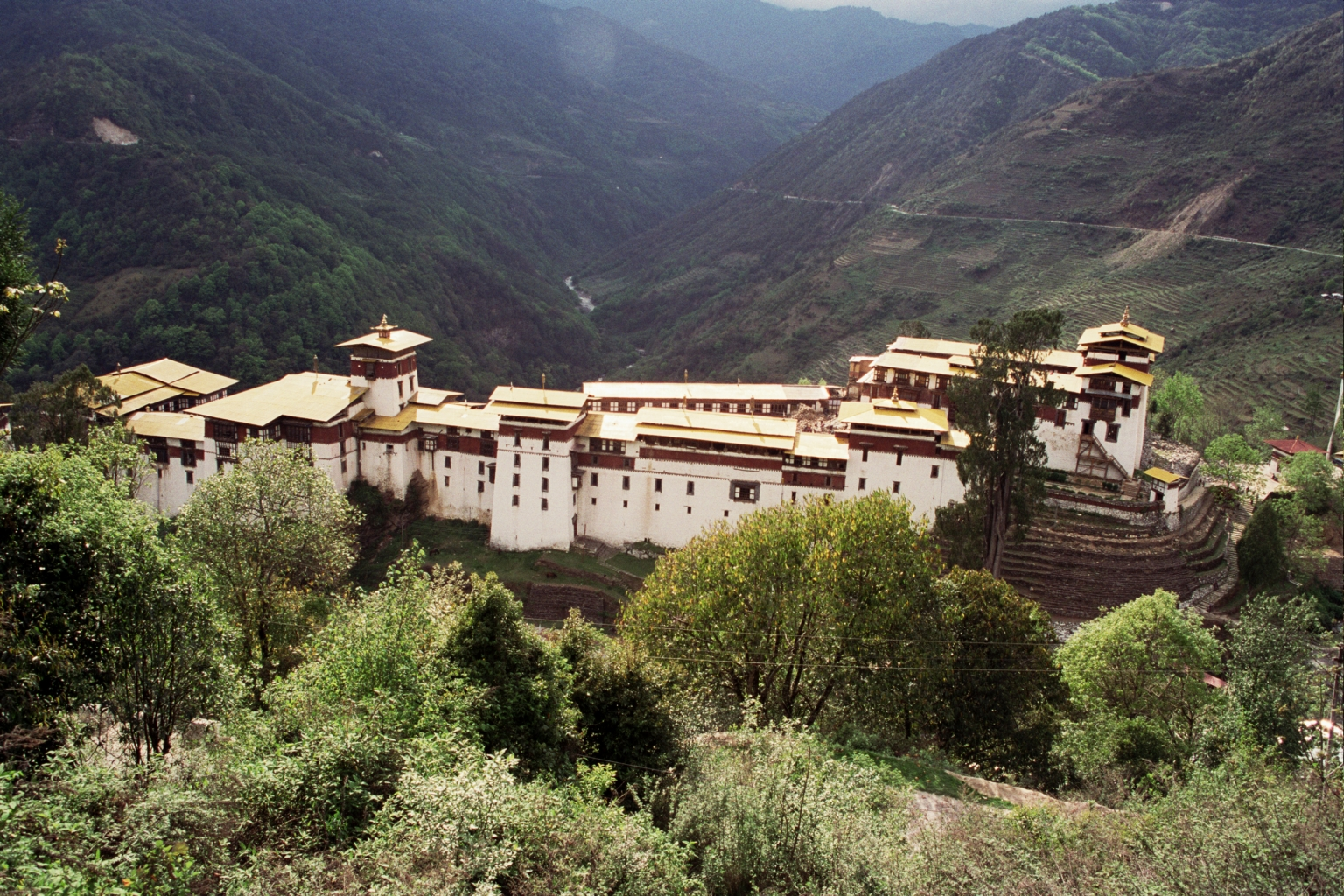
Lo dzong di Trongsa

La città di Trongsa (detta anche Tongsa) si trova quasi al centro del Bhutan, nell'omonima valle e capoluogo dell'omonimo distretto, ed era sede della famiglia reale Wangchuck prima che Thimphu divenisse capitale del paese.
Il panorama della città è dominato dall'imponente Dzong Trongsa, che appare come una fortezza inespugnabile. Fu costruito, a vari livelli, su una collina e può essere visto da ogni angolo della città.
L'economia di Trongsa si basa principalmente sull'industria tessile. La lavorazione e la tinteggiatura della lana avvengono ancora artigianalmente; pertanto, il prodotto risulta perfetto e molto apprezzato.

### Istituzioni

#### Ordinamento scolastico
L'istruzione occidentale moderna è stata introdotta solo nei primi anni cinquanta. Prima di allora era predominante l'educazione monastica trasmessa attraverso la tradizione orale. Il tasso di iscrizione alla scuola è pari al 72% mentre il tasso di alfabetizzazione è pari al 54%. Il governo assicura l'istruzione gratuita e la lingua d'istruzione è l'inglese.

##### Università
L'unica università pubblica del paese è l'Università Reale del Bhutan, istituita con decreto reale il 2 giugno del 2003, strutturata in diversi college sparsi nel paese. Vi è inoltre il Royal Thimphu College, un college privato.

#### Sistema sanitario
La medicina occidentale fu introdotta nei primi anni cinquanta. La popolazione si è sempre basata sulla medicina tradizionale, che nel tempo ha avuto un importante sviluppo. Essa è conosciuta come sowai rigpa e affronta gli aspetti di prevenzione e quelli di cura. Sia i rituali buddhisti sia gli sciamani del villaggio (paw e pamo) hanno giocato un ruolo rilevante. La medicina tradizionale viene praticata insieme con quella occidentale.
Il Bhutan ha conosciuto, nel settore della sanità, un considerevole sviluppo. Le malattie trasmissibili, come la diarrea e le infezioni respiratorie acute, sono le maggiori cause di mortalità. Si stanno peraltro diffondendo anche le malattie non trasmissibili. Circa il 90% della popolazione ha accesso ai servizi di assistenza sanitaria primaria. Il 78% della popolazione ha accesso all'acqua potabile e l'88% della popolazione è collegata al sistema fognario. I servizi sanitari sono gratuiti non solo per tutta la popolazione, ma anche ai visitatori (turisti). La speranza di vita alla nascita è di 60 anni.
Lo sviluppo della sanità del Bhutan ha subito un'accelerazione negli anni sessanta con l'istituzione del Dipartimento di Sanità Pubblica e con l'apertura di nuovi ospedali e farmacie in tutto il Paese. Agli inizi degli anni novanta, l'assistenza sanitaria era fornita da 29 ospedali generali (inclusi 5 ospedali per la cura della lebbra, 3 ospedali militari e 1 ospedale mobile), 64 farmacie, 67 unità di cure primarie, 4 farmacie di prodotti farmaceutici tradizionali e 15 centri per l'eradicazione della malaria. Gli ospedali più complessi erano ubicati a Thimphu, Geylegphug, e Trashigang. I posti letto ospedalieri erano poco meno di 1.000. C'era una significativa carenza di personale sanitario. Le statistiche ufficiali parlavano di 142 medici e di 678 infermieri: 1 professionista ogni 2.000 persone, 1 medico ogni 10.000 abitanti.
Per la formazione degli assistenti sanitari, del personale infermieristico, delle ostetriche è stata istituita nel 1974 la Scuola dell'Ospedale generale di Thimphu. I diplomati dalla Scuola costituiscono il cuore del sistema sanitario pubblico e forniscono supporto agli operatori delle unità di assistenza sanitaria di base. Ulteriori risorse di supporto vengono reclutate fra i volontari nei villaggi per aiutare a svolgere le attività di assistenza sanitaria primaria.
Con il successo dei programmi di assistenza sanitaria primaria, il livello dell'assistenza sanitaria va spinto verso un livello superiore. Con la rapida transizione della popolazione da una società prevalentemente agraria a un'economia di mercato, l'epidemiologia sta cambiando altrettanto rapidamente. Mentre ci si dibatte ancora con i problemi delle fognature, dell'igiene e delle malattie infettive, cresce la necessità di affrontare anche i problemi di salute legati agli stili di vita. In modo simile a quanto accade in altre zone del mondo, le malattie croniche, quali il cancro, gli incidenti stradali, gli infortuni sul lavoro e le malattie professionali stanno assumendo grande importanza.
Per affrontare i bisogni futuri, il Governo sta esaminando l'infrastruttura esistente e la sua adeguatezza ai bisogni emergenti. Allo stesso tempo dopo un periodo di espansione dell'assistenza sanitaria primaria, il Paese deve sempre più focalizzare la propria attenzione all'assistenza di secondo e terzo livello. Al fine di ridurre il carico delle malattie si stanno intensificando le campagne di informazione. Si stanno affrontando problemi quali il bisogno di attività fisica, la moderazione nel consumo di alcol e la prevenzione dell'uso di sostanze mediante l'educazione dei genitori e dei bambini. Fortunatamente riguardo al tema delle droghe il Bhutan non è produttore di sostanze stupefacenti. Attualmente la promozione di stili di vita salutari è diventata un'importante componente dei servizi sanitari.
Per mantenere l'assistenza sanitaria primaria gratuita è stato costituito, con il sostegno dell'Organizzazione Mondiale della Sanità, un apposito Fondo Fiduciario.
Nel 2004, il Bhutan è stato il primo Paese al mondo a vietare completamente il fumo nei luoghi pubblici. I cittadini bhutanesi possono fumare solo all'interno delle loro case. È stata proibita la vendita di tabacco, ma i cittadini possono importare una certa quantità annua di sigarette per uso personale. Questa legge si applica anche agli stranieri. Se scoperti a vendere tabacco i residenti devono pagare multe salate.

#### Forze armate
Il Bhutan possiede un piccolo esercito, il Royal Bhutan Army (RBA), di circa 10.000 unità, incluso il reparto d'élite della polizia "Royal Bodyguard" (RBG) incaricato della sicurezza della famiglia reale e sotto il diretto comando del sovrano. L'esercito bhutanese è in stretti rapporti con l'esercito indiano che attraverso l'Indian Military Training Team (IMTRAT) addestra il personale del RBA e del RBG. Nel 2003 forze combinate del RBA e RBG guidate dall'allora principe e attuale re Jigme Khesar Namgyel Wangchuck combatterono ed espulsero ribelli dell'ULFA (United Liberation Front of Asom), separatisti assamesi che combattono il governo indiano, dopo che questi si rifiutarono di lasciare il paese, in quanto si erano stabiliti in territorio bhutanese per ritirarsi dall'India.

## Politica

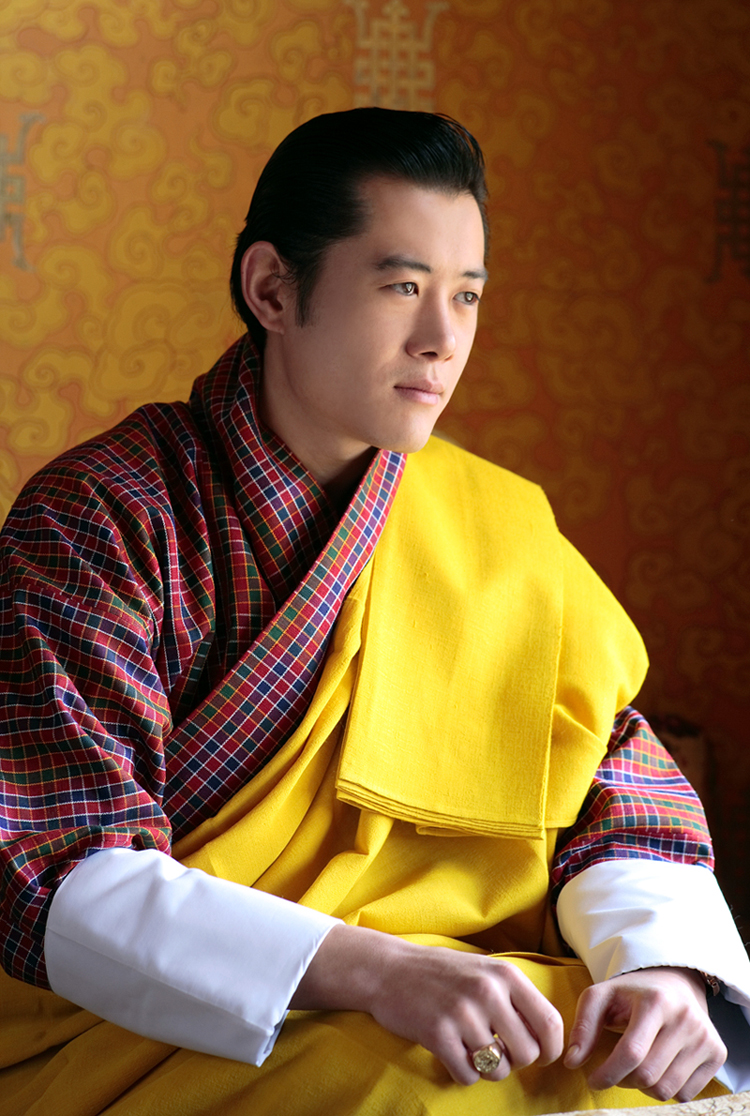
Jigme Khesar Namgyel Wangchuck è il re del Bhutan

Il Bhutan è una monarchia costituzionale. Il re, chiamato Druk Gyalpo (Re Drago), è Jigme Khesar Namgyal Wangchuck, salito al trono nel 2006 dopo l'abdicazione del padre re Jigme Singye Wangchuck. È coadiuvato nell'esercizio del potere dal Consiglio consultivo reale, i cui membri sono di nomina regia. Fino all'inizio del XX secolo, il Bhutan era governato da un doppio sistema amministrativo introdotto da Shabdrung Ngawang Namgyal, leader spirituale del XVII secolo, il quale unificò il Paese e sviluppò l'identità bhutanese. Nel 1907, il clero, i Consiglieri dello Stato e i rappresentanti di tutti i distretti unitamente alla popolazione elessero il Trongsa Penlop (governatore), Ugyen Wangchuck, primo re ereditario.
Il Bhutan è ancora un regno di cui l'attuale re, Jigme Khesar Namgyal Wangchuck, è Capo di Stato. Tuttavia, in seguito a un Decreto Reale adottato dall'Assemblea Nazionale nel 1998, il re non è più il capo del Governo; questa carica è ricoperta dal Presidente del Consiglio dei ministri, posizione assegnata per un anno a turno a ciascuno dei cinque Ministri eletti con il maggior numero di voti.
L'Assemblea Nazionale, il Consiglio reale, il Consiglio dei ministri e ciascun Ministro costituiscono le unità organizzative che svolgono i ruoli più importanti nel governo del Paese. L'Assemblea Nazionale è composta di 150 membri, dei quali 105 sono eletti dal popolo per un periodo di tre anni. I votanti sono però le famiglie e non gli individui, ciò che limita la partecipazione politica della popolazione. I rappresentanti dei monaci sono 10 e rimangono in carica un anno, mentre i rimanenti 35 membri sono i rappresentanti del Governo e sono nominati dal re.
Il nuovo sistema democratico comprende una Camera Alta (Consiglio Nazionale) e una Camera Bassa (Assemblea Nazionale). Solo quest'ultima è composta da membri affiliati a partiti. Le elezioni per la Camera Alta si sono tenute il 31 dicembre 2007, mentre le elezioni per i 47 seggi della Camera Bassa si sono tenute il 24 marzo 2008. Due partiti, il People's Democratic Party (PDP) presieduto da Lyonpo Sangay Ngedup e il Bhutan Peace and Prosperity Party (DPT – Druk Phuensum Tshogpa) presieduto da Jigme Thinley, hanno preso parte alla competizione elettorale che ha visto il DPT prevalere e aggiudicarsi 44 dei 47 seggi in palio.
Il potere giudiziario è assegnato alla Corte del Bhutan.

### Politica estera
Il Bhutan mantiene relazioni diplomatiche con 53 Stati (inclusa l'Unione europea), con ambasciate in India, Bangladesh, Thailandia, Kuwait. Ha due uffici presso le Nazioni Unite a New York e a Ginevra e consolati onorari in 10 Paesi. È membro di 45 organizzazioni internazionali. Solo l'India, il Kuwait e il Bangladesh hanno ambasciate in Bhutan.

### La monarchia
L'attuale dinastia ereditaria dei Wangchuck fu istituita nel 1907. Ugyen Wangchuck divenne il primo sovrano ereditario del Bhutan il 17 dicembre 1907. L'attuale re, Jigme Khesar Namgyal Wangchuck è il quinto re della successione dinastica. L'istituzione della monarchia ha costituito una pietra miliare nella storia dello Stato.

#### La stirpe di Pema Lingpa
Sua maestà Jigme Khesar Namgyel Wangchuck discende da Pema Lingpa, figura quasi leggendaria che visse tra il 1450 e il 1521. Fu infatti il figlio di Pema Lingpa, Khochun Chorji, anche conosciuto come "Khedrup Kuenga Wangpo", nato nel 1505, a trasferirsi a Dungkhar, dove un suo pronipote fondò l'omonima fortezza. Di qui trae origine il nome della famiglia reale Wangchuck. In epoca moderna il primo Wangchuck ad assumere alte cariche fu Jigme Namgyal (1825–1882), governatore di Trongsa, che accedette dal 1870 al titolo di Desi del Bhutan. Jigme Namgyal generò Ugyen Wangchuck, primo sovrano bhutanese.

#### La famiglia reale
Il re ha quattro fratelli e cinque sorelle. Nel luglio 2012 sposò Jetsun Pema, una borghese, figlia di un pilota d'aereo. La sfarzosa cerimonia si svolse in un monastero seicentesco della suggestiva valle di Punakha.
Il 5 febbraio 2016 nacque il primo figlio, erede al trono, Jigme Namgyel Wangchuck. Il 19 marzo 2020 nacque il secondo figlio, Jigme Ugyen Wangchuck.
- La principessa Ashi Chimi Yangzom Wangchuck, figlia di Jigme Singye Wangchuck e di Ashi Tshering Pem Wangchuck (1980).
- La principessa Ashi Sonam Dechen Wangchuck, figlia di Jigme Singye Wangchuck e di Ashi Dorji Wangmo Wangchuck (1981).
- La principessa Ashi Dechen Yangzom Wangchuck, figlia di Jigme Singye Wangchuck e di Ashi Tshering Yangdon Wangchuck (1981).
- La principessa Ashi Kesang Choden Wangchuck, figlia di Jigme Singye Wangchuck e di Ashi Tshering Pem Wangchuck (1982).
- Il principe Dasho Jigyel Ugyen Wangchuck, figlio di Jigme Singye Wangchuck e di Ashi Dorji Wangmo Wangchuck (1984).
- Il principe Dasho Khamsum Singye Wangchuck, figlio di Jigme Singye Wangchuck e di Ashi Sangay Choden Wangchuck (1985).
- Il principe Gyaltshab Jigme Dorji Wangchuck, figlio di Jigme Singye Wangchuck e di Ashi Tshering Yangdon Wangchuck (1986).
- La principessa Ashi Euphelma Choden Wangchuck, figlia di Jigme Singye Wangchuck e di Ashi Sangay Choden Wangchuck (1993).
- Il principe Dasho Ugyen Jigme Wangchuck, figlio di Jigme Singye Wangchuck e di Ashi Tshering Pem Wangchuck (1994).

## Economia

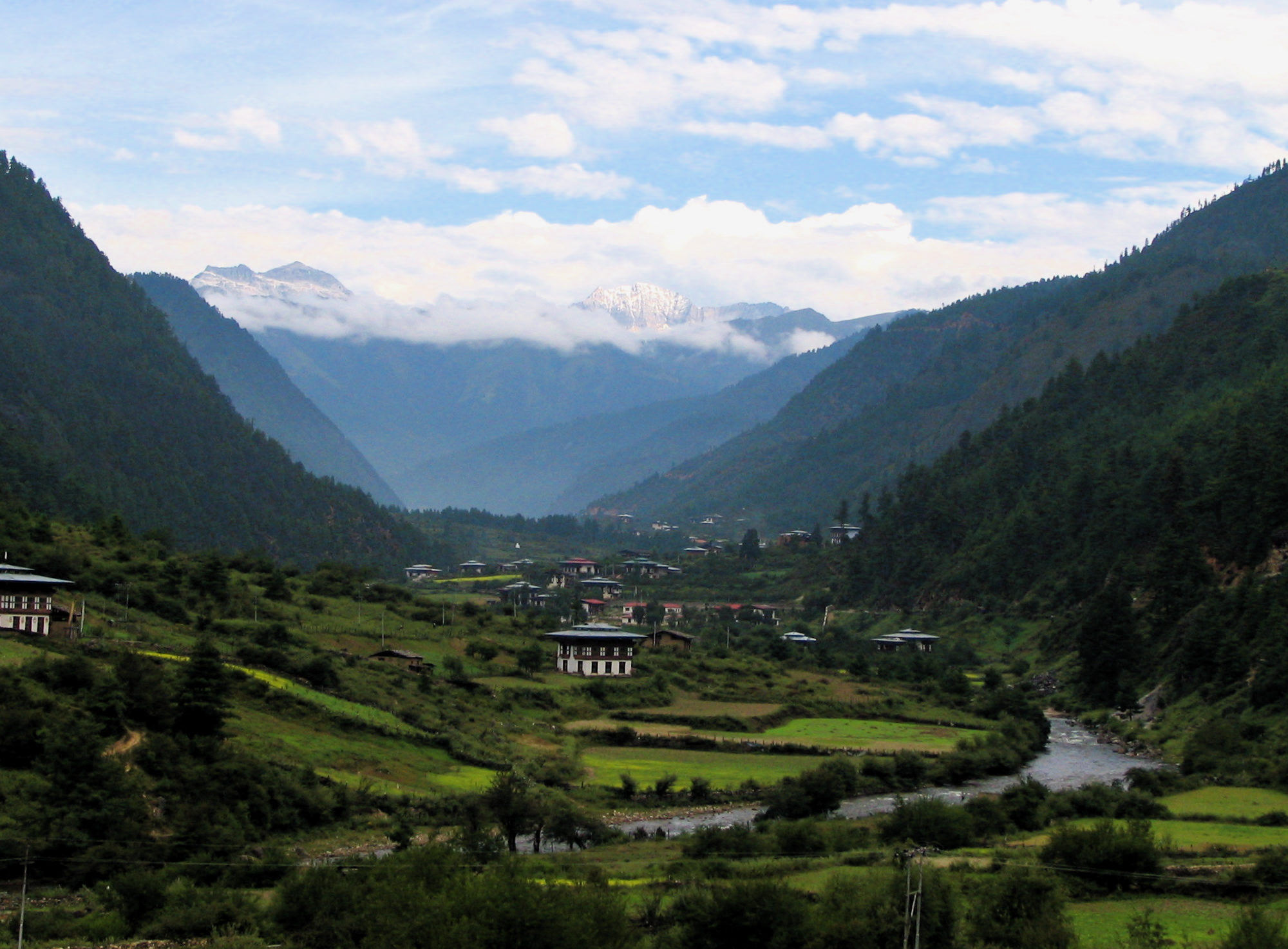
La valle del Haa

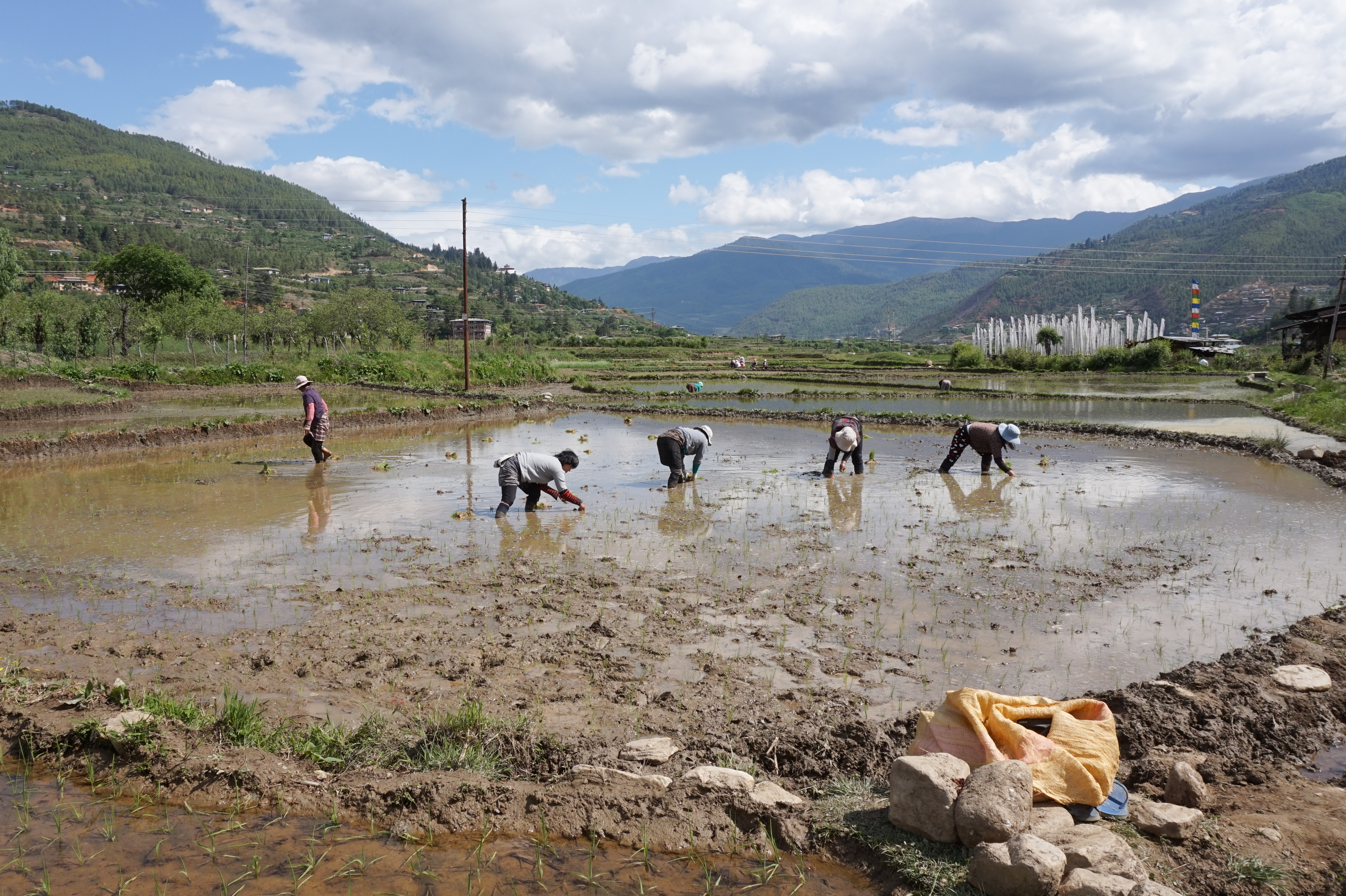
Piantagione di riso vicino a Paro

L'economia del Bhutan è basata sull'agricoltura. Gran parte della terra coltivata è lavorata e irrigata grazie al sistema dei terrazzamenti; le coltivazioni principali sono quelle del riso, del frumento, del mais e delle patate. Il cardamomo e la frutta (mele, pere, prugne) sono coltivati per l'esportazione. L'allevamento si basa sui bovini (fra i quali gli yak, o buoi tibetani) e gli ovini.
L'industria poggia sul settore tessile, sulla produzione di cemento, fiammiferi e bevande alcoliche. Durante il 2001 il Bhutan ha prodotto circa 1,9 miliardi di kWh, dei quali il 99,9% ottenuti grazie allo sfruttamento dell'energia idroelettrica. Le risorse minerarie includono: rame, gesso idrato, minerale di ferro, calcare litografico, piombo, carbone e dolomite, ma il loro sfruttamento commerciale è irrilevante. Il maggiore partner commerciale è rappresentato dall'India.
Con il sesto piano di sviluppo economico (1987-1992) sono stati stanziati investimenti per lo sfruttamento delle foreste e delle risorse minerarie e per l'estensione delle strutture sanitarie. Nel 2002 il prodotto interno lordo ammontava a 591 milioni di dollari USA, pari a un PIL pro capite di 690 dollari.
Nel 1974 il paese ha aperto le frontiere al turismo; nel 2002 6.000 turisti hanno visitato il paese e il turismo ha rappresentato la voce principale negli scambi con l'estero. Data l'assenza di linee ferroviarie, il sistema di comunicazioni si basa su una rete stradale (3.690 km nel 1999) che collega molte zone del paese. I collegamenti con l'India, con il Bangladesh, con il Nepal e con la Thailandia sono garantiti anche da voli di linea. L'unità monetaria nazionale è il ngultrum.
Il Bhutan è conosciuto per i prodotti artigianali realizzati in bronzo, argento e altri metalli. È molto praticata la scultura di figure religiose e in tutti i templi sono presenti grandi statue di Buddha dorate e dipinte in colori brillanti.

### Approccio allo sviluppo
Il caratteristico approccio bhutanese della massimizzazione della Felicità Interna Lorda, proposto dal re Jigme Singye Wangchuck negli anni '70, costituisce il principio guida dello sviluppo. Forma la base per individuare la direzione da preferire alle altre e ha governato gli sforzi per il miglioramento degli standard di vita, incluso il benessere spirituale e la preservazione dei valori culturali e dell'ambiente fisico.
Il concetto proposto dal re indica che lo sviluppo è costituito da più dimensioni rispetto a quelle associate al Prodotto Interno Lordo, e che lo sviluppo dovrebbe essere considerato come un processo che cerca di aumentare la felicità piuttosto che la crescita economica. La Felicità Interna Lorda pone la persona al centro dello sviluppo riconoscendo che l'individuo ha bisogni di natura materiale, spirituale ed emozionale.
Sono cinque le tematiche o gli obiettivi che vengono considerati come potenti strumenti per dirigere il processo di cambiamento: lo sviluppo umano, la governance, lo sviluppo equilibrato ed equo, il patrimonio culturale e la conservazione dell'ambiente. I cinque obiettivi principali non solo rendono il concetto di Felicità Interna Lorda più concreto, ma contengono anche il principio guida a cui è stata data grande importanza per assicurare nel futuro al Paese indipendenza, sovranità e sicurezza.

### Trasporti e comunicazioni
La rete stradale è di 3.700 km. Sono stati programmati 782 km di nuove strade: 134 km per autostrade e 648 km di strade rurali. L'aeroporto di Paro serve tutto il Paese e la compagnia aerea nazionale Druk Air assicura I collegamenti con New Delhi, Bangkok, Kathmandu, Calcutta e Rangoon, Dhaka.

### Telecomunicazioni
La telefonia mobile è stata introdotta l'11 novembre 2003. La densità dei telefoni è del 15% nelle zone urbane e dell'1% nelle zone rurali. Il prefisso internazionale è +975.
Bitcoin
Il paese possiede attualmente 13.011 BTC, l’equivalente di 780,49 milioni di dollari al 18 settembre 2024. Tale somma di Bitcoin deriva totalmente dalle operazioni di mining del Paese, alimentate dalle sue risorse energetiche rinnovabili. Il Bhutan ha costruito strutture per il mining di Bitcoin in diverse località, la più grande delle quali si trova sul sito dell’ormai defunto progetto Education City. A condurre le operazioni di mining di Bitcoin per conto del Regno del Bhutan, c’è Druk Holdings (DHI). Si tratta del braccio di investimento del Regno che, nel maggio 2023, aveva stretto una partnership con Bitdeer proprio per sviluppare un’operazione di mining di BTC 100% carbon-free in Bhutan.

## Ambiente
Per gli abitanti di questo Paese il rispetto e la protezione della natura sono di rilevante importanza: lo si deve soprattutto alle regole della fede buddhista, che affermano il dovere morale di non nuocere in nessun modo né ad animali né a piante. Leggi e vincoli impongono che almeno il 60% del territorio statale debba essere ricoperto dal manto forestale e riducono la deforestazione: ogni anno viene ripiantato un albero per ognuno abbattuto. Attendono severe punizioni per chi taglia alberi senza permessi speciali; guardie forestali pattugliano regolarmente il territorio per scovare eventuali atti contro la legge.

### Flora
La vegetazione si concentra sui rilievi e si compone essenzialmente di conifere (tra le quali l'abete del Bhutan e il pino del Bhutan), le quali crescono grazie al clima umido. Ad altezze più elevate si incontrano prati montani, ospitanti varie specie di fiori peculiari.

### Fauna
Il Bhutan è caratterizzato da una fauna straordinaria. Esso conta le più disparate specie: fra esse troviamo la tigre del Bengala, l'elefante asiatico, il bharal, il tahr, il lupo indiano e il rinoceronte indiano.

## Cultura

### Architettura

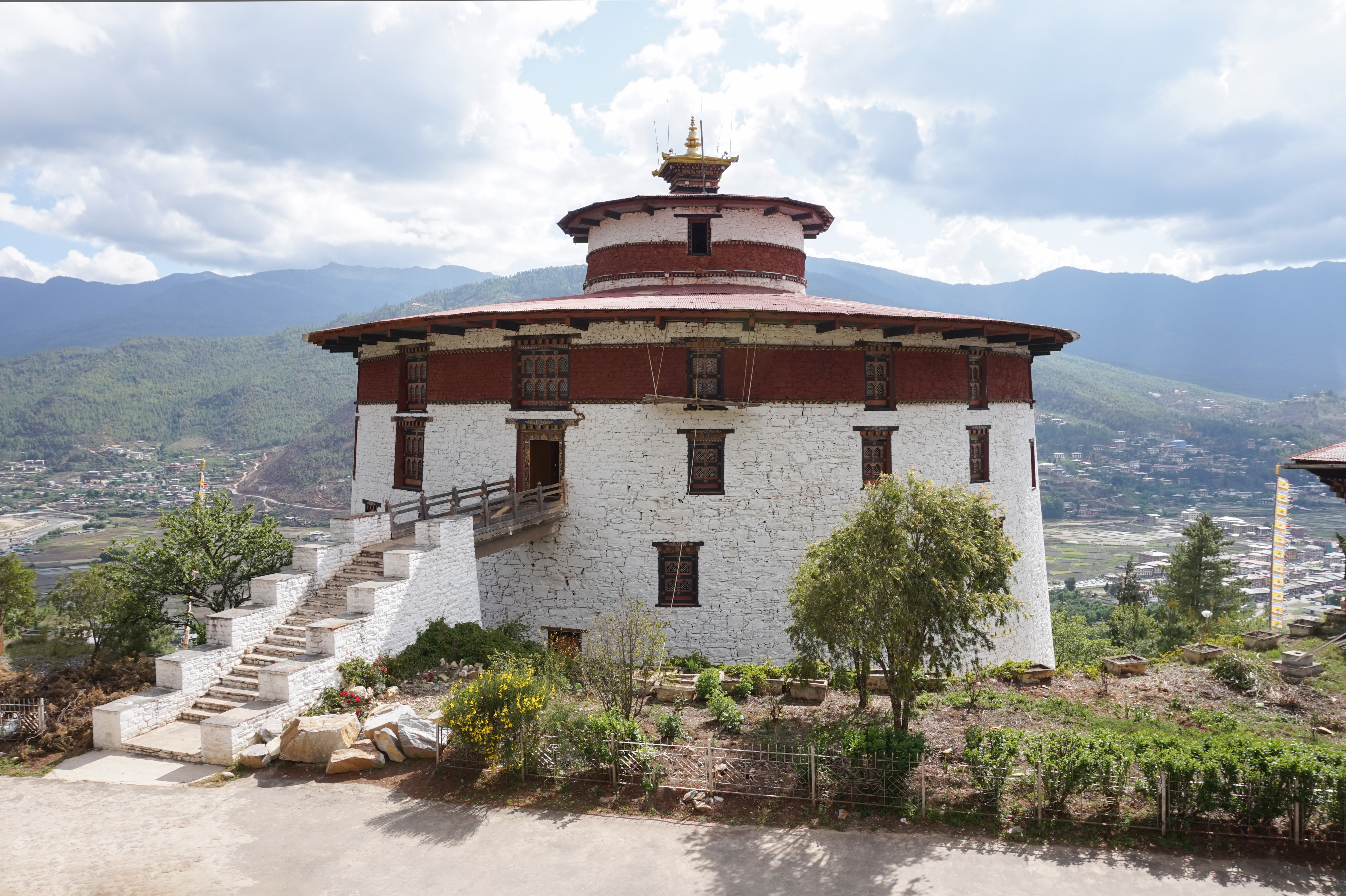
Museo Nazionale del Bhutan a Paro

Gli dzong, edifici simili ai castelli, con le mura digradanti, con le linee classiche, gli ampi cortili e le meravigliose sale sono fra gli esempi più belli dell'architettura bhutanese.
Gli dzong ospitano grandi monasteri e sono collocati in posizioni dominanti in cima alle colline o alla confluenza di fiumi. Essi sono anche il centro amministrativo dei distretti di appartenenza. Gli edifici più comuni sono i chörten e gli stupa, piccoli templi costruiti per ospitare reliquie sacre.

### Letteratura

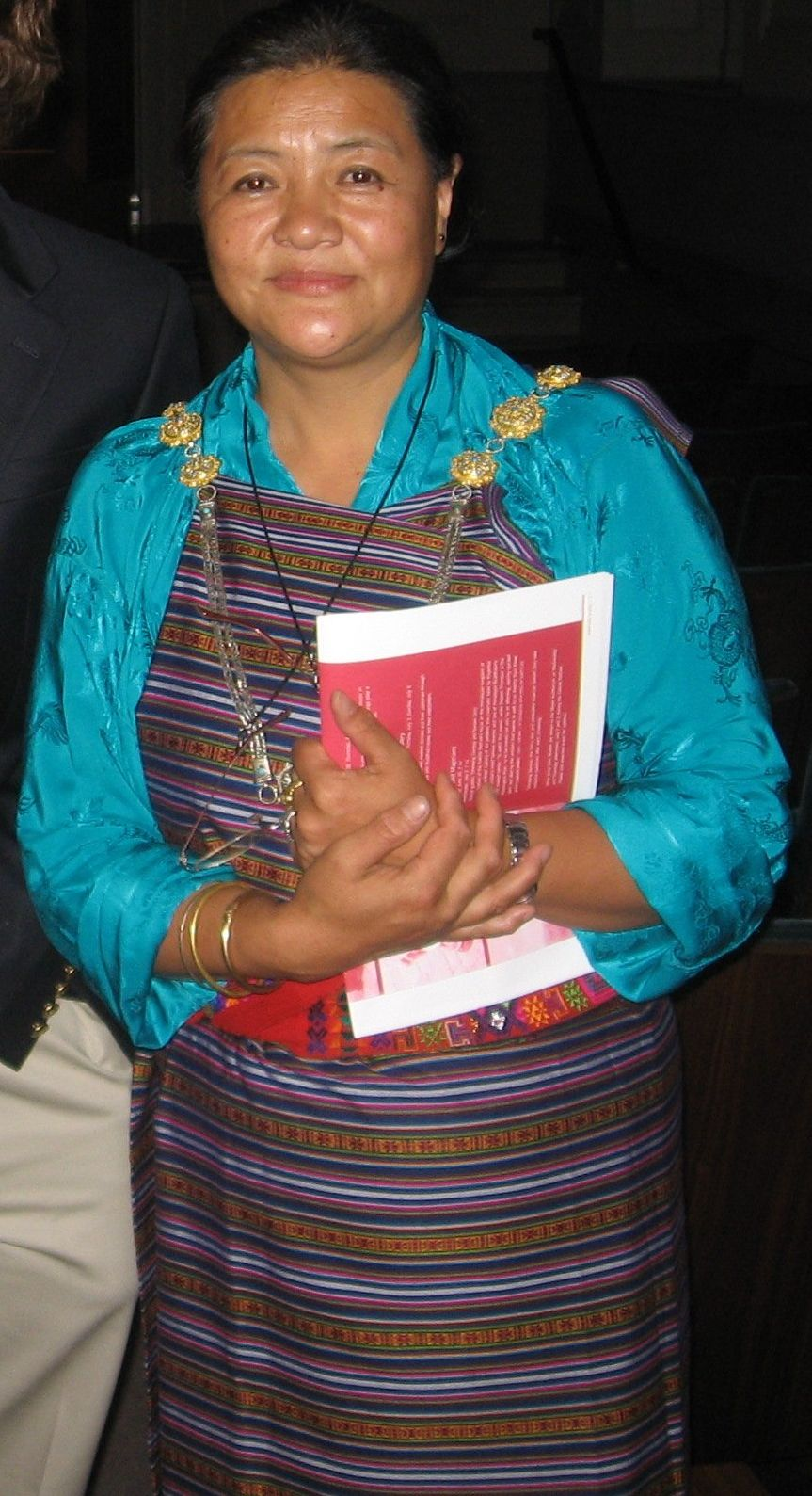
Kunzang Choden, nel 2008, allo Smithsonian Institution di Washington.

L'unica autrice bhutanese nota internazionalmente tradotta in italiano è Choden Kunzang (Il viaggio di Tsomo, ed. O Barra O, Milano 2009).

### Musica
Tipico strumento musicale è il dramyin; il chiwang (violino) e il lingm (flauto) sono anch'essi strumenti della tradizione musicale del Bhutan.

### Cinema

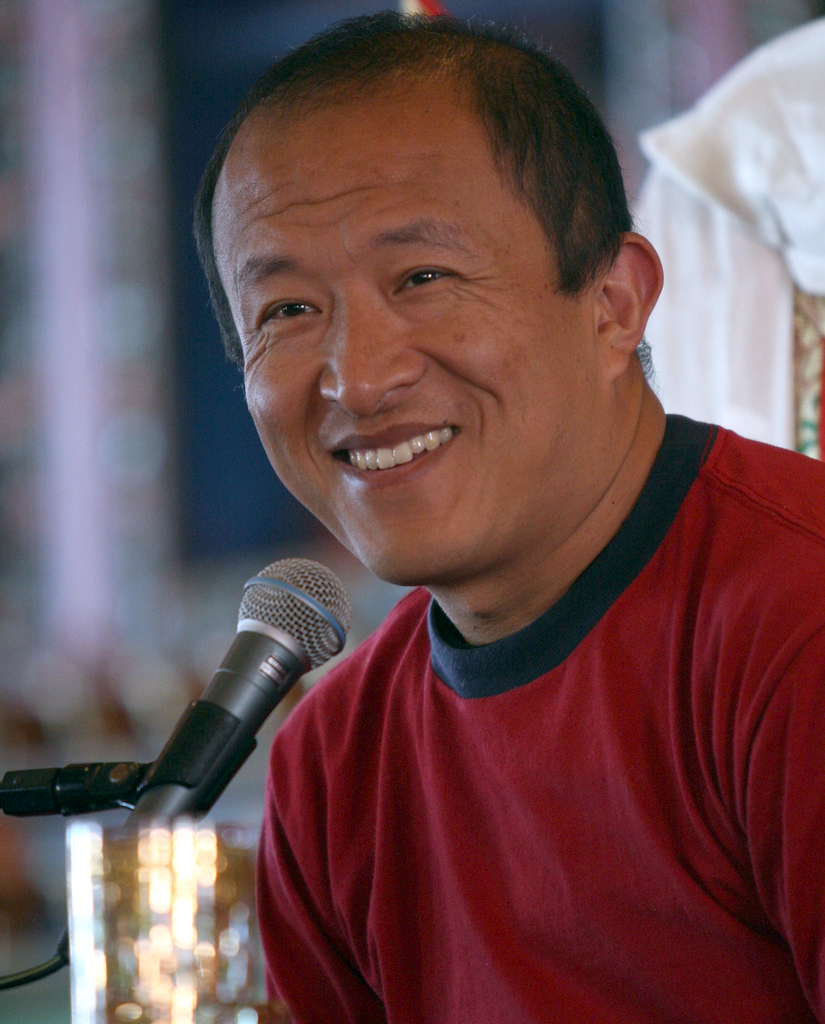
Il regista Khyentse Norbu.

In ambito cinematografico il film Lunana - Il villaggio alla fine del mondo del regista bhutanese Pawo Choyning Dorji è stato candidato, nel 2022, agli Oscar al miglior film in lingua straniera. Tra gli altri registi bhutanesi spicca Khyentse Norbu.

## Altri aspetti culturali e società

### Simboli nazionali
L'uccello nazionale è il corvo (Corvus corax), che adorna anche la corona del re. L'animale nazionale è il takin (Budorcas taxicolor tibetana), un particolare e raro tipo di bovide. Il fiore nazionale è il papavero blu (Meconopsis grandis) e la pianta nazionale è il cipresso (Cupressus torolusa).

### Media
Il giornale indipendente nazionale Kuensel viene pubblicato settimanalmente in tre lingue (dzongkha, inglese e nepali) e la televisione nazionale trasmette quattro ore di programmi nazionali in dzongkha e inglese. I programmi si ricevono solo nella capitale Thimphu. La radio nazionale è molto più popolare e costituisce un efficace mezzo di informazione soprattutto nelle aree rurali. Le trasmissioni vengono effettuate in dzongkha, inglese, nepali e nel dialetto sharchop.

### Missioni spaziali
- 29 giugno 2018: viene lanciato BHUTAN-1, primo satellite bhutanese[7].

## Sport

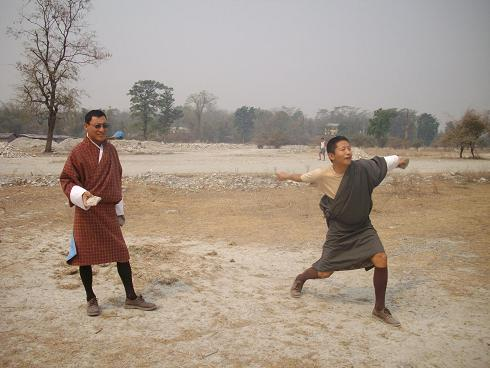
Giocatori di digor

Lo sport nazionale è il tiro con l'arco, ma molto popolari sono anche quelli tradizionali quali il digor, simile al getto del peso, e il khuru, una sorta di gioco delle freccette. Cominciano a diventare popolari anche gli sport internazionali, calcio, basket, volley, tennis e tennis tavolo.
La nazionale di calcio del Bhutan, pur avendo una storia molto modesta, ultimamente si sta togliendo qualche soddisfazione: nelle qualificazioni per il Campionato mondiale di calcio 2018 è riuscita a qualificarsi per il secondo turno di qualificazione dopo aver battuto lo Sri Lanka nel primo turno, mentre in quelle per il Campionato mondiale di calcio 2022 ha battuto la nazionale di Guam all'andata del primo turno di qualificazione per 1-0, per poi perdere malamente al ritorno.

## Tradizioni
Gli uomini vestono il gho, una veste lunga legata alla vita da una cintura di stoffa che si chiama kera. Le donne indossano un vestito lungo fino alle caviglie che si chiama kira ed è fatto di stoffe colorate e ornate con decorazioni tradizionali. Questo abbigliamento è obbligatorio per tutti coloro che svolgono lavori in pubblico o lavorano nello Stato, secondo quanto previsto dal Driglam namzha ("codice delle buone maniere"). Nella capitale Thimphu molti giovani rifiutano di indossare il gho o la kera come atto di sfida verso gli obblighi imposti dal regime.
La società era tradizionalmente divisa in zhung (aristocrazia e burocrazia), dratshang (comunità religiose), e misey (popolo), pur non essendoci un sistema di caste. Durante il periodo medioevale, quando prevaleva una forma di feudalesimo, la gente che lavorava per i re e per i signori nei diversi dzong (fortezze) era distinta secondo la professione esercitata.

### Gastronomia

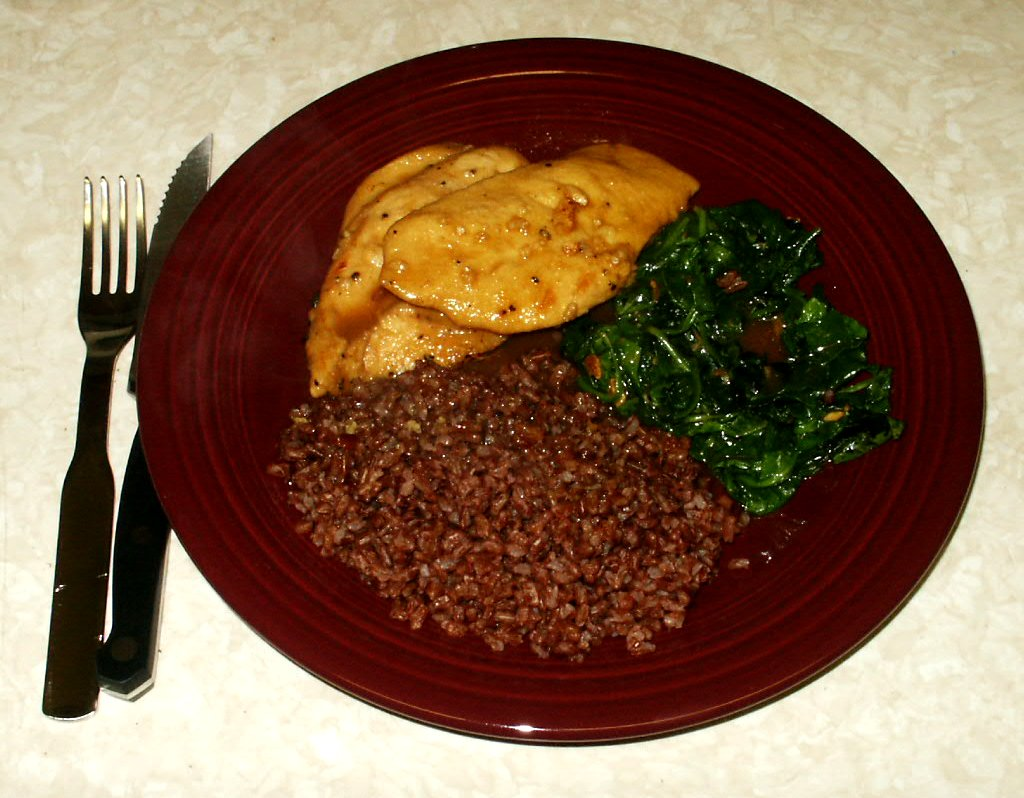
Piatto tradizionale con pollo glassato al limone, spinaci saltati e riso rosso bhutanese al vapore

Alimenti principali sono il riso, il grano, il frumento, il mais, la carne di maiale, di manzo, di gallina e di yak, il formaggio e il peperoncino.

### Festività

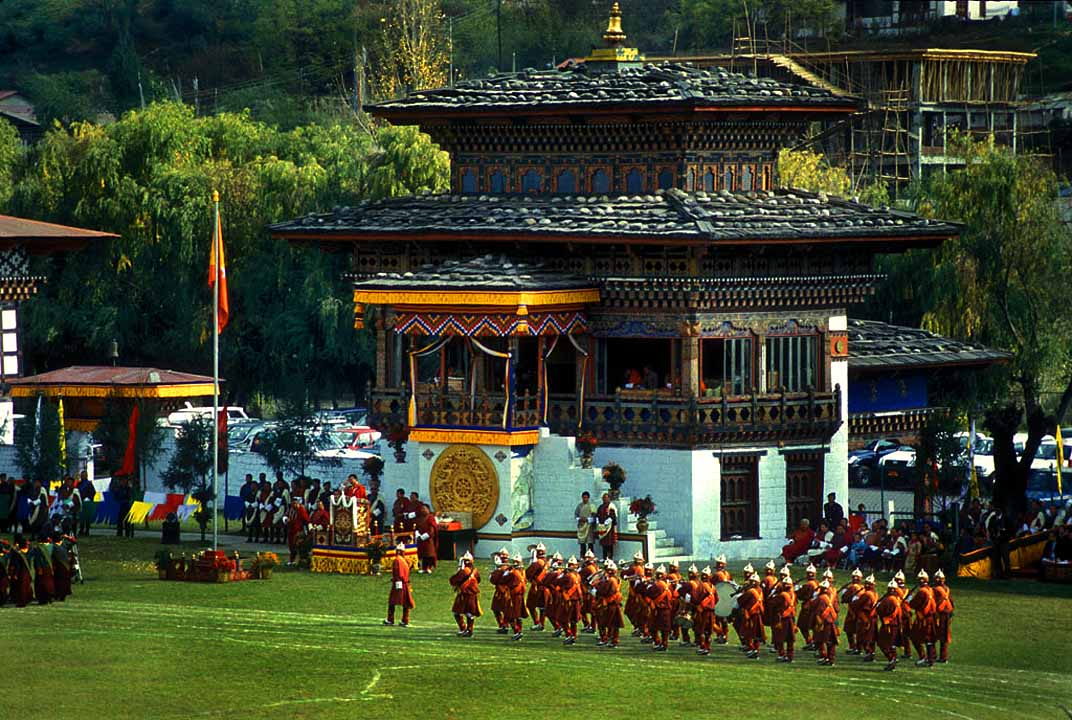
Tiro con l'arco

Il giorno di festa nazionale è il 17 dicembre, commemorazione dell'ascesa al trono del primo re del Bhutan Ugyen Wangchuck nel 1907, mentre il 6 novembre si celebra l'anniversario dell'incoronazione del re attuale Jigme Khesar Namgyal Wangchuck.

## La controversia sui profughi Lotshampa

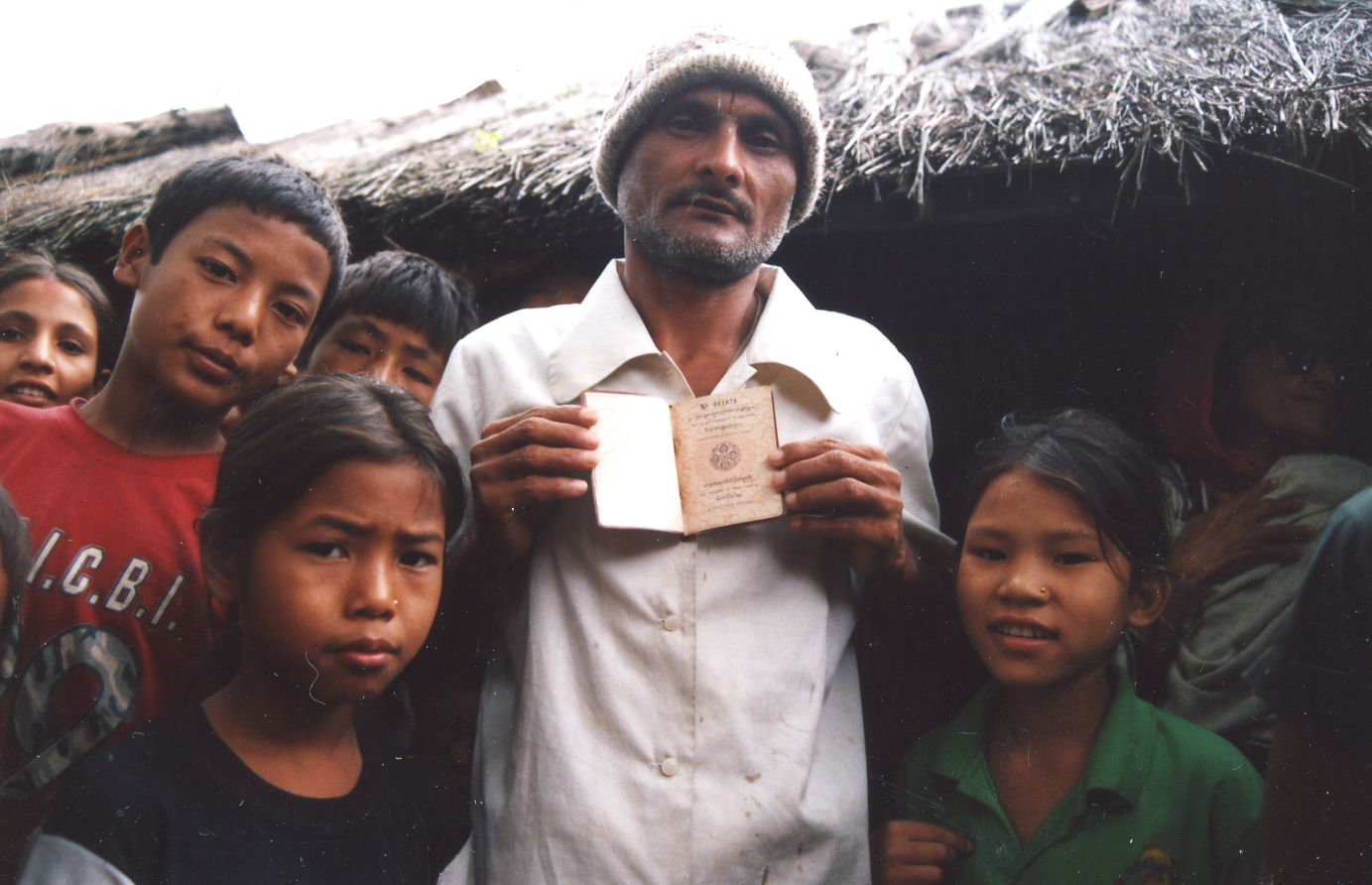
Un profugo Lotshampa mostra il suo passaporto bhutanese nel campo di Beldangi, in Nepal

La politica di preservazione dell'identità nazionale ha portato negli anni novanta all'espulsione di migliaia di bhutanesi di origine nepalese e di religione induista (chiamati Lotshampa) che vivevano soprattutto nel sud del paese. Questi sono stati costretti a espatriare e a rifugiarsi in una decina di campi profughi del Nepal orientale, nell'area di Damak, dove sono assistiti dall'UNHCR e dalla Caritas. Si tratta, secondo i censimenti, di oltre centomila persone che rivendicano il diritto di tornare nella loro patria d'origine e spesso tentano, a gruppi, di ritornare in Bhutan, dove vengono respinti dalla polizia di frontiera. Da anni sono in corso trattative trilaterali (Bhutan, Nepal e Organizzazione delle Nazioni Unite) per trovare una soluzione al problema. Nel 2007 il governo degli USA ha dato la sua disponibilità a ospitare almeno 60.000 di questi profughi attraverso un piano di immigrazione graduale. Gli Stati Uniti hanno avanzato questa ipotesi anche per evitare che i giovani nati o cresciuti nei campi profughi si uniscano alla crescente guerriglia di ispirazione maoista guidata dal Partito Comunista (Marxista-Leninista-Maoista) Bhutanese.